# Марков, Николай Петрович (архитектор)
Никола́й Петро́вич Ма́рков (1859, после 1913) — русский архитектор, автор гражданских и церковных зданий в Москве и Подмосковье. В 1881 году окончил Московское училище живописи, ваяния и зодчества со званием неклассного художника архитектуры. Большинство построек Н. П. Маркова отнесены к числу объектов культурного наследия РФ.

## Постройки

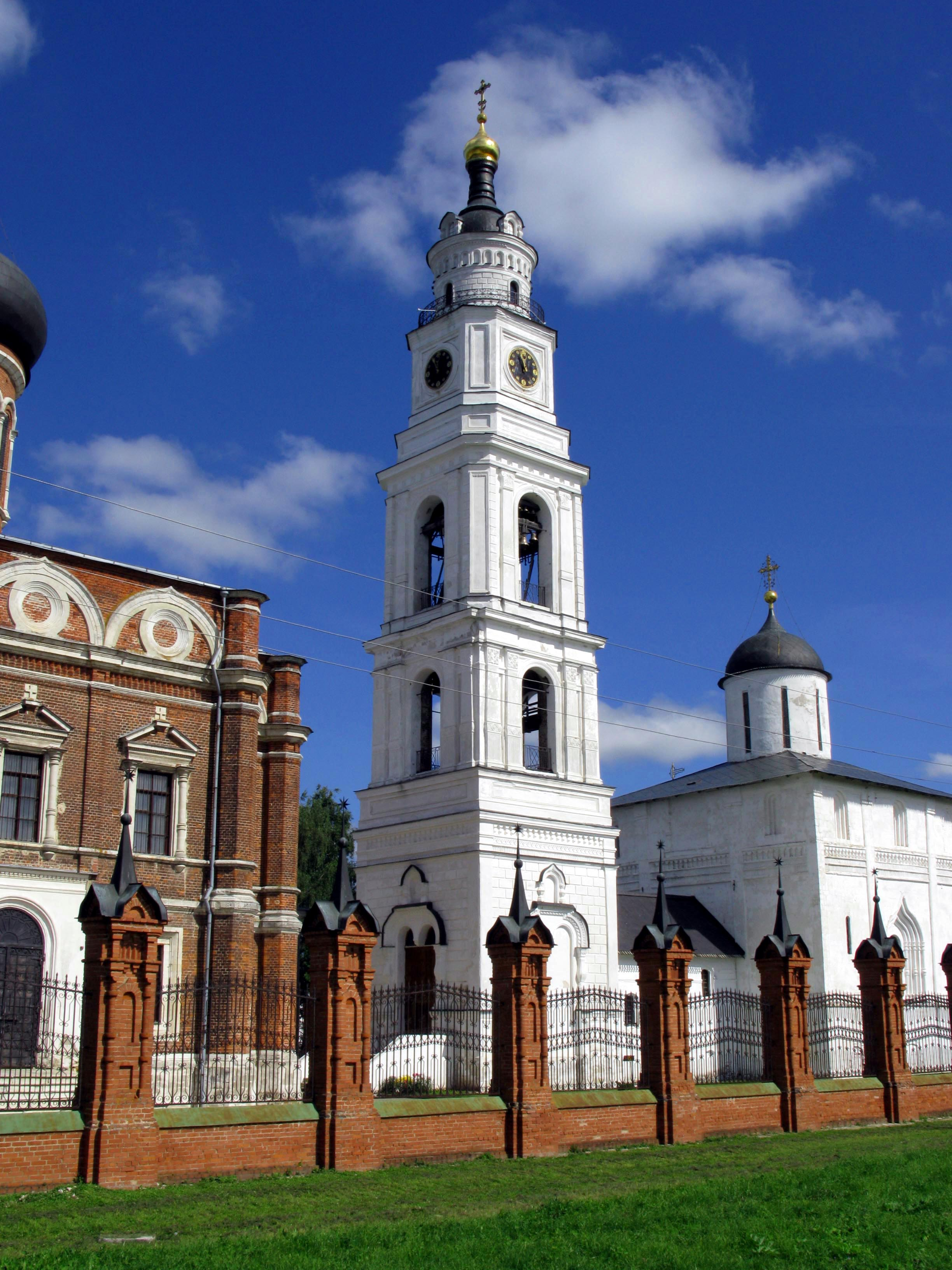
Колокольня Собора Воскресения Христова в Волоколамске

- Церковь Михаила Архангела (1884—1891, с. Карпово Воскресенского района Московской области)[2];
- Колокольня Собора Воскресения Христова (1888, Волоколамск, Горная улица), объект культурного наследия федерального значения[3];
- Трапезная и приделы церкви Рождества Пресвятой Богородицы (1892, с. Старая Руза Рузского района Московской области), не сохранилась[1][4];
- Перестройка церкви Николая Чудотворца, что в Котельниках (1892, Москва, Первый Котельнический переулок, 8), объект культурного наследия[1][5][6];
- Церковь Михаила Архангела (1892—1913, д. Городково Шаховского района Московской области), объект культурного наследия[1][7][8];
- Доходный дом (1898, Москва, Нащокинский переулок, 16)[1];
- Доходный дом Шиховых (1899, Москва, Первый Котельнический переулок, 5, стр. 1, 2), ценный градоформирующий объект[9];
- Церковь Преображения Господня в Страдани-Спасском (1907, ур. Страдня (окраина села Красное) Краснопахорского поселения), не сохранилась[10];
- Доходный дом (1903, Москва, Гоголевский бульвар, 17)[1];
- Ограда Калитниковского кладбища (?, Москва, Большой Калитниковский проезд, 11)[1].